# Xysticus arenarius
Xysticus arenarius is een spinnensoort uit de familie van de krabspinnen (Thomisidae).
De wetenschappelijke naam van de soort werd in 1875 gepubliceerd door Tord Tamerlan Teodor Thorell.